# Mark Kerr (ammiraglio)
Mark Kerr (26 settembre 1864 – 10 gennaio 1944) è stato un ammiraglio e scrittore inglese.
L'Ammiraglio Mark Edward Frederic Kerr è stato un ufficiale della Royal Navy e della Royal Air Force durante la prima guerra mondiale. Kerr fu il comandante in capo della Royal Hellenic Navy (Polemikó Nautikó) nella prima parte della prima guerra mondiale, comandante in capo del British Adriatic Squadron nel 1916 e 1917 e fu coinvolto nel lavoro per creare la Royal Air Force tra la fine del 1917 e l'inizio del 1918.

## Biografia
Mark Edward Frederic Kerr nacque il 26 settembre 1864, figlio dell'ammiraglio Lord Frederic Kerr (1818-1896) e di Emily Sophia Maitland, figlia del generale Sir Peregrine Maitland. Suo padre era il figlio più giovane di William Kerr, VI marchese di Lothian e della sua seconda moglie, Lady Harriet Scott, figlia di Henry Scott, III duca di Buccleuch. Suo cugino era il politico John Kerr, VII marchese di Lothian.
Kerr si unì alla Royal Navy nel 1877 dopo l'istruzione alla Stubbington House School nel Fareham (borgo). Servì nella Brigata Navale durante la guerra anglo-egiziana del 1882, in Sudan nel 1891 e dal 1899 fu al comando del Cacciatorpediniere HMS Mermaid (1898), prestando servizio nella Flottiglia di istruzione del Medway (borough). Fu nominato addetto navale in Italia, Austria, Turchia e Grecia nel 1903. Nel 1913 succedette al viceammiraglio Lionel Grant Tufnell come capo della missione navale britannica in Grecia e come comandante in capo della Royal Hellenic Navy (Polemikó Nautikó), incarico che mantenne fino al 1915. Come comandante della marina greca allo scoppio della prima guerra mondiale, Kerr aiutò a mantenere la Grecia fuori dalla guerra. Nel 1914, mentre era in congedo dai suoi compiti di capo della marina greca, Kerr imparò a volare, diventando il primo ammiraglio britannico a diventare pilota. Il 16 luglio 1914 gli fu conferito il brevetto di Aviatore n. 842.
Nel maggio 1916 il Contrammiraglio Kerr fu nominato Comandante in Capo del British Adriatic Squadron di Taranto, il che significava che non era disponibile al Comitato che stava indagando sul fallimento dei Dardanelli. Kerr fu un convinto sostenitore dell'utilizzo offensivo delle forze aeree sul fronte marittimo. Nella primavera del 1917 furono quindi inviati alla base di Otranto i primi aerei inglesi. All'inizio erano 3 idrovolanti Short Type 184 per il pattugliamento, 4 monoposto Sopwith Baby per pattugliamento e caccia e 6 biposto Sopwith 1½ Strutter.
In estate arrivarono anche 4 FBA Type H costruiti dalla Società Idrovolanti Alta Italia (SIAI), ricevuti dal Regno d'Italia e per il siluramento 9 Short Type 320.
Tornò in Gran Bretagna nell'agosto 1917 e l'Ammiragliato (Regno Unito) lo distaccò all'Air Board per assistere alla formazione dell'Air Ministry e della Royal Air Force. Alla fine del 1917, quando il governo stava esaminando le raccomandazioni del Smuts Report, Kerr intervenne a suo favore. Il suo "bombshell memorandum" identificò correttamente un nuovo bombardiere pesante che i tedeschi avevano appena messo in servizio, anche se il memorandum sopravvalutava la sua capacità di carico utile. Inoltre, usando le informazioni che Kerr aveva guadagnato da fonti italiane, Kerr affermò che i tedeschi stavano sviluppando una flotta di 4.000 bombardieri pesanti e che presto sarebbero stati in grado di distruggere vaste aree del sud-est dell'Inghilterra. Per contrastare questa minaccia, Kerr esortò alla creazione di una forza di bombardieri composta da non meno di 2.000 aerei da porre sotto l'autorità di un ministero aereo con propri poteri esecutivi.
Kerr ottenne il grado di Maggior Generale e prestò servizio come vice capo dello stato maggiore dell'aeronautica presso l'Air Ministry nei mesi precedenti l'entrata in funzione della RAF. Con la testimonianza di Kerr si trovò in disaccordo su diverse questioni strategiche con Sir Hugh Trenchard, I visconte Trenchard, il capo dello stato maggiore dell'aeronautica ed il 1º aprile 1918, quando il Royal Naval Air Service ed il Royal Flying Corps furono fusi per formare la RAF Kerr lasciò l'Air Council e fu nominato General Officer Commanding del No. 2 Area con il suo quartier generale alla Chafyn Grove School nello Wiltshire nella città di Salisbury. Nel maggio 1918, con una ridenominazione delle aree della RAF, Kerr fu rinominato Ufficiale Generale Comandante dell'Area Sud Occidentale. Si ritirò dalla RAF nell'ottobre 1918. In seguito divenne uno scrittore, morendo all'età di 79 anni nel 1944.

## Famiglia
Kerr sposò Rose Margaret Gough (1882–1944) il 10 luglio 1906. Rose divenne in seguito una pioniera del Guidismo. Mark e Rose Kerr ebbero due figlie:
- Alix Liddell (10 maggio 1907 – 1981)
- Louise Rosemary Kerr (22 novembre 1908 – ?)

Mark e Rose Kerr morirono entrambi nel 1944.